# Let Somebody Go
是英國搖滾樂團酷玩樂團和美國歌手席琳娜·戈梅茲的合作歌曲，於2021年10月15日由帕洛風和大西洋收錄在酷玩樂團第九張錄音室專輯《星際漫遊》中。歌曲將於2022年2月14日作為專輯第三首單曲派往美國當代成人電台。

## 創作背景
創意總監菲爾·哈維表示，他和馬丁都是戈梅茲的粉絲，並形容她有一種「獨特、令人回味和神秘」的氣息。 他起初試圖說服樂團將這首歌納入第八張專輯《伟大日常》中。製作人馬丁則覺得戈梅茲就像天使一般，她的聲音是『蕾哈娜包』、「送給人類的禮物」。 貝斯手蓋·貝瑞曼如此解釋這次合作：
「這是一首非常優美的謠曲。我們很早就意識到它需要女性伴唱。（…）我們非常感謝當我們邀請席琳娜獻唱時，她喜歡這首歌並且高興地答應了。總的來說，合作是我們最近主要搞的事。我們以前從來沒真正這樣做過。我們年輕的時候好似把自己鎖在一個房間裡，我們必須證明一切。但我認為隨著時間的推移，與來自世界各地、不同類型的其他人一起工作對我們來說變得更加有趣。它只是為音樂增添了色彩和個性。」

## 音樂影片
2021年10月15日發布了一段以動畫手寫歌詞為主題的太空歌詞影片。該影片由Pilar Zeta和Victor Scorrano操刀，描寫虛構的星系「The Spheres」中的天體「Calypso」。由戴夫·邁耶斯執導的音樂影片於2022年2月3日預告，2022年2月7日發布。

## 現場演出
2021年10月18日，酷玩樂團和賽琳娜·戈麥斯在《詹姆斯·柯登深夜秀》上首次現場演唱。2022年2月2日，克里斯·馬汀在《艾倫·狄珍妮秀》上獻唱獨唱版。

## 專業評價
大多數評論家認為是專輯的一大亮點。《滾石》的喬恩·多蘭（Jon Dolan）稱其為「分手後莊嚴的柔焦研究，比大多數藝術家破壞的情人節歌曲更溫暖優雅」。歌曲被《Aftonbladet》評鑑為年度最佳歌曲之一，並被描述為「只有一個信號的噴香音樂：克里斯·馬汀寫嚎叫和狂妄的舞台標誌的習慣」，而《柯夢波丹》認為合作「出乎意料地棒極了」。

## 參與人員
酷玩樂團
- Guy Berryman – 貝斯
- Jonny Buckland – 吉他
- Will Champion – 鼓、打擊樂、伴唱
- Chris Martin – 主唱、鍵盤、原聲吉他

額外音樂家
- 席琳娜·戈梅茲 – 主唱

技術人員
- 馬克斯·馬丁 – 編程、製作
- 奥斯卡·霍尔特 – 編程、製作
- 里克·辛普森（英语：Rik Simpson） – 額外製作
- 喬恩·霍普金斯（英语：Jon Hopkins） – 製作
- 丹尼爾·格林（Daniel Green） – 製作
- 比爾·拉科（Bill Rahko） – 製作

## 榜單成績
| 榜單（2021年）                     | 峰值 |
| ---------------------------------- | ---- |
| Australia (ARIA)                   | 66   |
| 奥地利（Ö3四十强单曲榜）           | 69   |
| 加拿大（Canadian Hot 100）         | 45   |
| 捷克（百強數位單曲榜）             | 78   |
| 法国（法國唱片出版業公會單曲榜）   | 115  |
| 德国（德國官方單曲榜）             | 74   |
| 全球（Billboard Global 200）       | 32   |
| 匈牙利（四十強單曲榜）             | 34   |
| 愛爾蘭（愛爾蘭唱片音樂協會单曲榜） | 25   |
| Lithuania (AGATA)                  | 40   |
| 荷兰（百强单曲榜）                 | 53   |
| New Zealand Hot Singles (RMNZ)     | 4    |
| 挪威（世道單曲榜）                 | 19   |
| 葡萄牙（葡萄牙唱片業協會单曲榜）   | 44   |
| Slovakia (Singles Digitál Top 100) | 53   |
| South Africa (RISA)                | 70   |
| 西班牙（西班牙音樂製作協會）       | 98   |
| 瑞典（瑞典最熱榜）                 | 28   |
| 瑞士（瑞士热门音乐榜）             | 27   |
| 英國（官方榜单公司單曲榜）         | 24   |
| 美国（《告示牌》百大單曲榜）       | 91   |
| 美國（《告示牌》Hot Rock Songs）   | 9    |

## 發行歷史
| 地區 | 日期           | 格式          | 唱片公司   | 來源   |
| ---- | -------------- | ------------- | ---------- | ------ |
| 多國 | 2021年10月15日 | 數位下載 串流 | Parlophone | [ 35 ] |
| 美國 | 2022年2月14日  | 當代流行電台  | 大西洋     | [ 36 ] |